# Sunflowers Interactive Entertainment Software
Sunflowers Interactive Entertainment Software GmbH — немецкая компания, издатель и разработчик компьютерных игр. Компания была основана в Хойзенштамме в 1993 году Эди Бойко, президентом компании, и Вильгельмом Хамрози, CEO компании. Издатель игр серии Anno (Anno 1602, Anno 1503 и Anno 1701), игр Knights of Honor, ParaWorld и разработчик Holiday Island.
11 апреля 2007 года Ubisoft объявила, что она приобрела Sunflowers, сделка заключена в первом квартале финансового года.